# Musa Çelebi
Musa Çelebi o Musa I (1388- Serres, 5 de juliol de 1413) fou un príncep otomà, fill de Baiazet I.
Va combatre a la batalla d'Ankara el 28 de juliol del 1402 a la rereguarda, i se suposa que fou fet presoner per Tamerlà junt amb Baiazet I. A la mort d'aquest el 8 de març de 1403, Tamerlà el va alliberar i el va enviar a Yakub Beg II, emir restablert de Germiyan que el va posar sota custòdia de l'otomà Mehmet I (germà del mateix Musa) a Bursa que acabava de derrotar a un tercer germà, Isa I, i hauria servit a aquest sent governador de Bursa (1403-1404) i restant sota la seva vigilància fins al 1409. Mehmet I el va alliberar per utilitzar-lo en la guerra contra un altre germà, Süleyman Çelebi (Suleyman I). Aquest governava la Rumèlia i Anatòlia fins a Ankara i Musa fou enviat per arrabassar-li Rumèlia on regnaria com a vassall de Mehmet. Es va aliar al karamànida de Konya Sultanzâde Nâsıreddin II Mehmed Bey (Gıyâseddin 1402-1419) i Isfendiyar-oğlu Mubariz al-Din Isfendiyar de Sinope i Kastamonu. De Sinope va anar en vaixell a Valàquia on va concloure (o havia concertat ja el 1407) una aliança matrimonial amb el príncep (voivoda) Mircea I el Vell (enemic de Süleyman Çelebi) i amb ajut de tropes valaques va envair els dominis del seu germà. Süleyman era llavors a Anatòlia i les fortaleses de Rumèlia no van presentar resistència i van acollir i acceptar a Musa. Aquest va entrar a Edirne (Adrianòpolis) on el 18 de maig de 1410 es va proclamar sultà, i a Gal·lípoli (Gelibolu) el mateix mes; el control d'aquestes fortaleses li podia permetre impedir a Süleyman tornar als seus antics dominis europeus. Però Süleyman va poder creuar amb l'ajut dels romans d'Orient i el 15 de juny de 1410 va derrotar a Musa a Kosmidion. Musa es va refugiar al territori d'un aliat de darrera hora, el príncep serbi Esteve Lazarevitx, des d'on va reorganitzar als seus retornant a Rumèlia i lliurant una guerra civil al seu germà fins a la tardor del mateix any. Süleyman va aconseguir diverses victòries; a l'hivern es van aturar els combats però el febrer es van reprendre i la victòria decisiva fou per Musa: el febrer del 1411 va avançar des de Iambol cap a Edirne i va atacar quan el seu germà estava borratxo; les tropes van desertar i es van unir a Musa i Süleyman va fugir però fou capturat el dia 17 i fou executat.
Després de pujar al poder a Rumèlia les tropes sèrbies d'Esteve Lazarevitx van ser enviades a saquejar Edirne i altres llocs del territori de Musa i al mateix l'emperador romà d'Orient va intentar allargar la guerra civil alliberant a Orhan (Orkhan) fill de Süleyman Çelebi. En revenja Musa va assetjar Constantinoble a la tardor del 1411, però encara que els grecs no van aconseguir cap victòria militar les forces de diversos vassalls de Rumèlia van desertar i finalment el setge va fracassar. Orhan va haver de tornar a Constantinoble. El vassall de Musa, Jordi Brankovitc, nebot d'Esteve Lazarevitx, es va haver de refugiar al territori romà d'Orient. Els senyors Mikhal Oğlu, Mehemmed i Djandarli (Çandarli Ibrahim Paixà) van passar al servei del seu germà Mehmet I i van abandonar a Musa. Aquestes desercions sembla que eren causades per l'execució de diversos caps de Rumèlia per orde de Musa.
Les desercions van decidir a Mehmed a combatre el seu germà i a la primavera del 1412 va creuar el Bòsfor amb l'ajut dels romans d'Orient i va atacar a Musa a Inceğiz, però fou derrotat, però al final de la batalla dos generals de Musa, Pasha Yigit i Mikhail-oghlu Yusuf van desertar i van fugir amb Esteve Lazarevitx i al front de tropes sèrbies van saquejar territoris de Musa.
A la tardor del 1412 Mehmet I tornava a creuar el Bòsfor sempre amb suport romà d'Orient però el mal temps i la crescuda dels rius a causa de pluges torrencials, van impedir avançar i va tornar a Anatòlia. Musa mentre va atacar a Lazarevitx que estava aliat a Mehmet. Va sortir de Sofia el gener del 1413, va ocupar Vranje a la vall del Morava i va assetjar Nova Brdo que no va poder ocupar però va aconseguir victòries en altres llocs i a Sèrbia va conquerir Skolac, Lipovac, Bolvac, Svriglig Stalac i Koprian, però la campanya es va aturar perquè Orhan va desembarcar a Tessalònica (segurament enviat per segona vegada per l'emperador romà d'Orient, se suposa que ara com a governador de la ciutat). Musa se'n va anar de Sèrbia a Albània i va fer aliança amb el dèspota Carles I Tocco, comte de Cefalònia i Zante i senyor de Natolico, Angelocastron i Dragomeste des de 1405, que després ocuparia Janina i Arta i seria dèspota de Romania (senyor d'Acarnània, Etòlia i Epir) del 1418 al 1429. Carles es va casar amb una filla de Musa. Llavors va marxar cap al sud, va ocupar Tessalònica destruint pel camí el monestir fortificat de Choriates a la península de Kassandra. A Tessalònica va cegar a Orhan i després passar a Edirne.
Mentre Esteve Lazarevitx havia enviat una ambaixada a Mehmet I urgint-lo a atacar Musa per l'est, i s'oferia a tacar al mateix temps per l'oest amb serbis, hongaresos i bosnians incloent les forces de Djuraj Vuković. Mehmet va emprendre campanya contra Musa a la primavera del 1413, amb ajut de tropes procedents de l'amir de Dhu l-Kadr Nasir al-Din Muhammad (1399-1442) que era el seu sogre. Va creuar la mar de Màrmara amb vaixells com sempre facilitats per l'emperador romà d'Orient. A Vize va trobar a l'antic guerrer Evrenos Gazi, hostil a Musa, que el va informar que tres generals es preparaven per abandonar a Musa i unir-se a Mehmet a Pirot: Barak Evrenosoğulları (fill del mateix Evrenos), Pasha Yigit i Sinan Bey de Trikkala. De Vize Mehmet va avançar cap a Pirot i llavors cap a la vall del riu Morava on va signar un tractat amb Esteve Lazarevitx i on va rebre reforços reclutats per Evrenos Gazi i forces enviades per Joan II Paleòleg, governador de Tessalònica (Mehmet en recompensa de l'ajut romà d'Orient, va cedir a l'emperador Manuel II Paleòleg diverses ciutats a la costa de l'Euxí, Tessalònica i el seu territori i diversos districtes al Peloponès). Prop de Kosovo se li va unir un altre contingent de tropes sèrbies i un contingent turc manat per Hamza Bey, germà de Djunayd d'Aydin (antic aliat de Musa).
Finalment els dos exèrcits es van trobar al peu del mont Vitosha (Vitoša), a l'Iskar superior, i tot i les desercions la victòria fou inicialment per Musa (5 de juliol de 1413) però finalment, sense prou forces per donar el cop de gràcia, va haver d'abandonar el camp i perseguit fou capturat i executat pels seus enemics.
El seu kadiasker xeic Badr al-Din, va dirigir una revolta contra Mehmet I a Rumèlia, que fou d'inspiració comunista però esperava obtenir el suport dels antics lleials a Musa i que va comptar amb el suport de Mircea I el Vell de Valàquia que va donar refugi al xeic i va envair Deli-Orman, atacant Silistra (tardor del 1416). Mehmet va capturar a Badr al-Din a Zagra i fou penjat a Serres el 18 de desembre de 1416.